# لپرکان

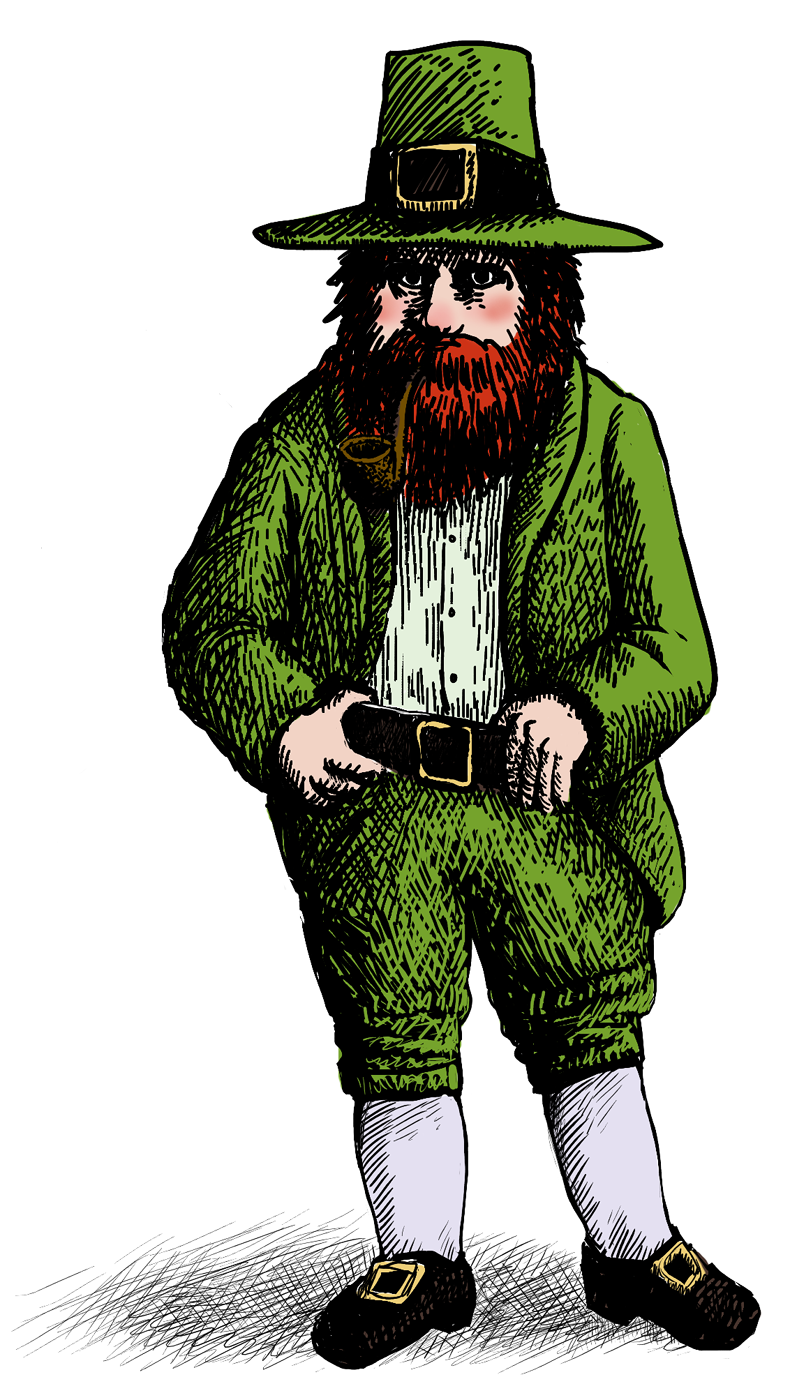
شمایل لپرکان در میان توده مردم ایرلند در اوایل قرن بیستم بدینگونه به تصویر کشیده شده‌است.

لپرکان (Leprechaun) نوعی موجود خیالی در اساطیر سنتی ایرلندی است که بیشتر علاقه دارد با پیرمردان هم‌صحبت شود و معمولاً کت قرمز یا سبز به تن دارد و در باورهای عامه او که تا کنون بدست انسان‌ها نیز اسیر شده‌است. گفته می شود توانایی برآورده کردن سه آرزوی هر شخص را دارد. قد و اندازهٔ او در سنت بومی بیش از قد یک کودک نمی‌شود و کلاه و ریش دارد.
ریشه نام لپرکان را از ریشه قدیمی (leipreachán) در زبان ایرلندی بمعنی پری یا روح دانسته‌اند. گاهی نیز معنی نام او را نیم قد و از ریشه لاتین عنوان کرده‌اند.

در فرهنگ عامه ایرلند جن کوتوله با نام لپرکان ظرفی از طلا را در انتهای غربی رنگین کمان نگه می‌دارد که یافتن آن با اقبال شخص مربوط می‌شود.
رنگین کمان‌ها برای ما جادویی هستند و اغلب آنها را نمی‌بینیم. به همین ترتیب، تقریباً به نظر می‌رسد که آنها دارای نوعی کیفیت جادویی هستند، و هوای مشخصی از رمز و راز به آنها وابسته است. این احتمالاً یکی از دلایلی است که ما طی سالها داستانها و گفته‌های مربوط به رنگین کمان‌ها را ایجاد کرده‌ایم. تعداد آنها بسیار بیشتر از رنگ‌های خیره کننده ای است که آنها تولید می‌کنند.
همه ما این افسانه را شنیده‌ایم که یک گلدان طلا در انتهای هر رنگین کمان قرار دارد. اگرچه ما می‌دانیم که هیچ حقیقتی در این مورد وجود ندارد، این یک داستان قدیمی است و در سنین گذشته با ما بوده‌است.
این افسانه ای است که مربوط به اروپای قدیم است، جایی که این اعتقاد حداقل برای مدتی وجود داشت که جن‌ها واقعی هستند. گفته می‌شود که جن‌ها ثروت زیادی دارند و غالباً در انتهای رنگین کمان گنج‌ها یا گلدان‌های طلا را دفن می‌کنند. این منجر به این افسانه شد که انتهای رنگین کمان یک کوزه طلا وجود دارد که می‌توان آن یافت این فولکلور که با ایرلند مترادف شده‌است، و همچنین نقش مهمی را در جشن‌های روز سنت پاتریک بازی می‌کند.
یک باور دیگر این است که وایکینگ‌ها به ایرلند می‌آمدند، غارت می‌کردند و هنگامی که می‌رفتند بخشی از گنج‌های خود را قایم میکرند که بخاطر بی‌اعتمادی انسانها، تصمیم گرفتند غارت خود را در انتهای رنگین کمان دفن کنند تا پیدا کردن آن برای انسانها تقریباً غیرممکن شود؛ و بنابراین این افسانه متولد شد.